# Trisagion

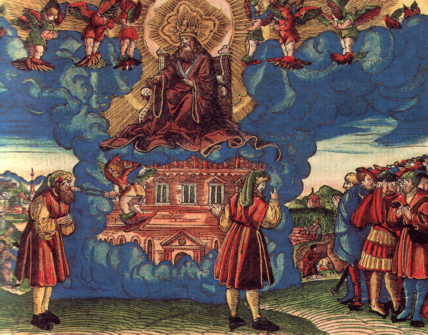
Serafijnen zingen "Heilig heilig". Afbeelding uit de Lutherbijbel van 1534

Trisagion (Grieks: Τρισάγιος, tris, drie maal en hagios, heilig) (Russisch: Трисвятое) is een hymne die wordt gebruikt in de eucharistie van de Byzantijnse liturgie. Het is een serie van drie aanroepingen, die driemaal herhaald wordt, uit de Byzantijnse liturgie die gebruikt worden in de oosters-orthodoxe, de oriëntaals-orthodoxe en de oosters-katholieke kerken.
Het trisagion wordt ook wel aangeduid met de beginwoorden in het Grieks: Agios o Theos, "Heilige God".

## Tekst van de hymne
De tekst is waarschijnlijk afgeleid uit Openbaring 4:8 en Jesaja 6:1-3, waar serafijnen dag en nacht herhalen: "Heilig, heilig, heilig is God, de Heer, de Almachtige, die was, die is en die komt." De toevoeging "Ontferm u over ons" is waarschijnlijk overgenomen uit Psalm 41:5 (in de Nieuwe Bijbelvertaling: "wees mij genadig").
De tekst van deze hymne is in de volgende talen als volgt:
In het Nederlands:
Heilige God, Heilige Sterke, Heilige Onsterfelijke, ontferm U over ons.
In het Grieks:
Ἅγιος ὁ Θεός, Ἅγιος ἰσχυρός, Ἅγιος ἀθάνατος, ἐλέησον ἡμᾶς.

Agios o Theos, agios ischyros, agios athanatos, eleison imas.
In het Kerkslavisch:
Святы́й Бо́же, Святы́й крепкий, Святы́й безсмертный, помилуй нас.

Svatýj Bózje, svatýj krépkij, svatýj besmértnyj, pomíloej nas.
In het Latijn:
Sanctus Deus, sanctus Fortis, sanctus Immortalis, miserere nobis.
In het Syrisch:
ܩܕܝܫܬ ܐܠܗܐ܇ ܩܕܝܫܬ ܚܝܠܬܢܐ܇ ܩܕܝܫܬ ܠܐ ܡܝܘܬܐ܇ ܐܬܪܚܡܥܠܝܢ

Qadishat aloho, qadishat hayilthono, qadishat lo moyutho, ethrahame'layn

## Geschiedenis
De vroegste vermelding van het Trisagion is in het verhaal dat zich afspeelt tijdens het bewind van Theodosius II (408-450). In dit verhaal werd Constantinopel getroffen door een aardbeving. De inwoners, de keizer en de patriarch smeekten God om hulp. Een kind werd ineens verheven in de lucht en riep met een luide stem: Kyrie eleison, "Heer, ontferm u". Toen het kind weer neerdaalde op aarde, spoorde het kind iedereen aan om te bidden met de woorden: "Heilige God, Heilige Sterke, Heilige Onsterfelijke, ontferm U over ons", waarna het kind overleed.
De hymne zelf is echter waarschijnlijk ouder, want maakt ook deel uit van de Gallicaanse ritus en de Syrische, Koptische en Armeense tradities. Volgens de Oriëntaals-orthodoxe Kerken gaat het trisagion terug tot Nikodemus. Volgens de Bijbelse traditie was Nikodemus na Jezus' dood aanwezig bij de begrafenis in het graf van Jozef van Arimathea (Johannes 19:38-42). Terwijl het lichaam van Jezus van het kruis werd afgehaald, zag Nikodemus de ogen van Jezus geopend, waarna hij riep: "Heilige God, Heilige Sterke, Heilige Onsterfelijke". Dit wordt door de oriëntaalse kerken als bewijs beschouwd, dat de goddelijke natuur van Jezus nooit gescheiden is geweest van de menselijke.
Petrus de Volder, de patriarch van Antiochië, voegde na het Concilie van Chalcedon de tekst "die voor ons gekruisigd is" toe aan het trisagion als reactie op de tweenaturenleer, zodat het trisagion betrekking zou hebben op Jezus en niet alleen op God de Vader. Severus van Antiochië maakte later deze toevoeging standaard. In de Syrisch-orthodoxe Kerk en de Koptisch-orthodoxe Kerk klinkt het trisagion dan ook als volgt: "Heilige God, Heilige Sterke, Heilige Onsterfelijke, die voor ons gekruisigd is, Ontferm U over ons."

## Varianten
- Op Kerstmis, Theophanie, zaterdag voor Palmzondag, Paaszaterdag, Pasen, de Paasweek, Pinksteren vasten wordt in plaats van het Trisagion: "Gij allen, die in Christus zijt gedoopt, gij hebt Christus aangedaan. Alleluia." gezongen.
- Op het feest van Kruisverheffing en de derde zondag van de Grote Vasten wordt in plaats van het Trisagion: "Uw heilig Kruis vereren wij, o Meester; en Uw heilige Verrijzenis loven wij." gezongen.
- In de Rooms-katholieke liturgie wordt het Trisagion op Goede Vrijdag gezongen. Het gebeurt in twee talen door twee koorgroepen, beurtelings in het Grieks en het Latijn: "Hagios ō Theos / Sanctus Deus, / Hagios Ischyros / Sanctus Fortis, …". Het trisagion maakt in die vorm deel uit van de Improperia, het Beklag van de Heer, tijdens de kruishulde.[2]
- Sommige talen, waaronder Fins, Zweeds, Latijn, spellen de naam officieel met een h: Trishagion.